# Lafcadio Hearn
Lafcadio Hearn   (Lèucada, 27 de juny de 1850 - Ōkubo, 26 de setembre de 1904) va ser un escriptor, traductor i professor que va introduir la cultura i la literatura del Japó al món occidental. Es va nacionalitzar japonès i va adoptar el nom de Yakumo Koizumi (japonès: 小泉 八雲, Koizumi Yakumo).

## Biografia
Patrick Lafcadio Hearn va néixer el 27 de juny de 1850 a l'illa jònica de Lèucada, que aleshores formava part d'un protectorat britànic, els Estats Units de les Illes Jòniques, ara part de Grècia. La seva mare era una grega anomenada Rosa Cassimati, nativa de l'illa grega de Citera, mentre que el seu pare, el cirurgià de segona classe Charles Bush Hearn, un oficial mèdic de l'exèrcit britànic, era d'ascendència irlandesa i anglesa, que estava destinat a Lèucada durant el protectorat britànic dels Estats Units de les Illes Jòniques. Al llarg de la seva vida, Lafcadio es va vantar de la seva sang grega i va sentir una connexió apassionada amb Grècia. Va ser batejat com a Patrikios Lefcadios Hearn (en grec: Πατρίκιος Λευκάδιος Χερν) a l'Església Ortodoxa Grega, però sembla que en anglès se l'anomenava "Patrick Lefcadio Kassimati Charles Hearn"; el segon nom, "Lafcadio", li van donar en honor de l'illa on va néixer. Els pares de Hearn es van casar en una cerimònia ortodoxa grega el 25 de novembre de 1849, diversos mesos després que la seva mare donés a llum el germà gran de Hearn, George Robert Hearn, el 24 de juliol de 1849. George va morir el 17 d'agost de 1850, dos mesos després del naixement de Lafcadio.
De pare angloirlandès i mare grega, va arribar al Japó el 1890 i s'hi va quedar fins a la mort. Va treballar de professor a la Universitat Imperial de Tokyo i es va casar amb una japonesa. Es convertí en un dels primers divulgadors de la cultura japonesa a Occident.